# 渡辺多恵子
渡辺 多恵子（わたなべ たえこ、1960年8月29日 - ）は、日本の漫画家。東京都出身。女性。血液型はAB型。

## 来歴
1979年、『別冊少女コミック』（小学館）5月号増刊に掲載の「和佳ちゃんの熱愛時代」でデビュー。米国にホームステイ体験後、初の長期連載「ファミリー!」を『別冊少女コミック』に執筆。1987年、「聖14グラフィティ」で第16回日本漫画家協会賞優秀賞を受賞。1990年に「はじめちゃんが一番!」で、2002年に「風光る」で、第36回・第48回小学館漫画賞少女部門を受賞。代表作に「ファミリー!」「はじめちゃんが一番!」「風光る」など。
1997年より『別冊少女コミック』（小学館）で新選組を題材にした「風光る」を連載開始。掲載誌を『月刊フラワーズ』（小学館）に移し、2020年7月号まで連載した。最終話は巻頭大増100ページの掲載であった。

## 主な作品リスト
- ファミリー!（1981年 - 1985年、『別冊少女コミック』、小学館、全11巻、ワイド版・文庫版全6巻） - ボーイッシュな少女フィーと家族をコメディタッチで描く。後に『oh!ファミリー』というタイトルでアニメ化されている。
- 聖14グラフィティ（1985年 - 1987年、『別冊少女コミック』、全2巻、文庫版全1巻）
- ジョセフへの追想（1985年、『別冊少女コミック』、全1巻）
- 僕の胸も熱くなる（1988年、『別冊少女コミック』、読切）
- はじめちゃんが一番!（1988年 - 1995年、『別冊少女コミック』、全15巻、文庫版全10巻）
- 雨に似ている（1991年、『別冊少女コミック』、全1巻）
- We are（1995年、『別冊少女コミック』、読切）
- 風光る（1997年 - 2020年、『別冊少女コミック』、『月刊フラワーズ』、小学館、全45巻）
- 早春賦（2022年、『月刊フラワーズ』2022年10月号[4]、読切） - 『月刊フラワーズ』創刊20周年記念読み切り第6弾の作品[4]

## 小説の挿絵
- なぎさボーイ
- 多恵子ガール（以上、氷室冴子著・集英社コバルト文庫）